# Delfimeus limassolicus
Delfimeus limassolicus är en insektsart som först beskrevs av Navás 1931.  Delfimeus limassolicus ingår i släktet Delfimeus och familjen myrlejonsländor. Inga underarter finns listade i Catalogue of Life.